# 皮查卡尼山 (皮圖馬卡區)
13°49′07″S 71°05′33″W / 13.81861°S 71.09250°W
皮查卡尼山（Pichacani），是秘魯的山峰，位於該國東南部庫斯科大區，由坎奇斯省的皮圖馬卡區負責管轄，屬於韋爾卡努塔山脈的一部分，海拔高度約5,200米。